# Акжольський сільський округ (Актогайський район)
Акжо́льський сільський округ (каз. Ақжол ауылдық округі, рос. Акжольский сельский округ) — адміністративна одиниця у складі Актогайського району Павлодарської області Казахстану. Адміністративний центр — село Акжол.
Населення — 1055 осіб (2021; 1347 у 2009, 2008 у 1999, 4022 у 1989).
Станом на 1989 рік існували Карл-Маркська сільська рада (села Барлибай, Каїнгельди), Розумовська сільська рада (села Андріановка, Розумовка) та Тульська сільська рада (села Баскамис, Каракога, Тульське). З 1993 року — Барлибайський сільський округ (село Барлибай), Розумовський сільський округ (села Андріановка, Розумовка) та Когалинський сільський округ (села Баскамис, Каракога, Тульське). Після 1999 року Когалинський сільський округ перейменовано в Баскамиський сільський округ. 2013 року Барлибайський сільський округ приєднано до Розумовського. 2019 року Розумовський сільський округ перейменовано в Акжольський, Баскамиський сільський округ (села Баскамис, Каракога) приєднано до Акжольського.

## Склад
До складу округу входять такі населені пункти:
| Населений пункт  | Старі назви | Населення, осіб (1989) | Населення, осіб (1999) | Населення, осіб (2009) | Населення, осіб (2021) |
| ---------------- | ----------- | ---------------------- | ---------------------- | ---------------------- | ---------------------- |
| Акжол, село      | Андріановка | 1010                   | 699                    | 652                    | 504                    |
| Барлибай, село   | -           | 796                    | 487                    | 299                    | 231                    |
| Баскамис         | Тульське    | 1210                   | 494                    | 214                    | 217                    |
| Баскамис, село   | -           | 127                    | 41                     | -                      | -                      |
| Каїнгельди, село | -           | 365                    | -                      | -                      | -                      |
| Каракога, село   | -           | 272                    | 134                    | 79                     | 55                     |
| Розумовка, село  | -           | 242                    | 153                    | 103                    | 48                     |